# Томас Р. Маршал
Томас Рајли Маршал (енгл. Thomas Riley Marshall; Норт Манчестер, 14. март 1854 — Вашингтон, 1. јун 1925) је био амерички политичар. Служио је као 28. Потпредседник Сједињених Држава у периоду од 1913. до 1921. године, за време мандата председника Вудра Вилсона. Био је члан Демократске странке. Осим потпредседничке позиције, служио је и као 27. Гувернер Индијане. За време мандата је предложио контроверзни и прогресивни државни устав и залагао се за друге реформе прогресивне ере. Републиканска мањина је искористила државне судове да блокира покушај измене Устава.
Његова популарност као гувернера Индијане, која је представљала важну изборну јединицу, му је омогућила кандидатуру Демократске странке за потпредседника на председничким изборима 1912, на којима су Вудро Вилсон и Томас Р. Маршал и победили. Током њиховог првог мандата је дошло до идеолошког размимоилажења између њих двојице, због чега је Вилсон ограничио Маршалов утицај у администрацији, а због Маршаловог типа хумора који Вилсону није одговарао је преместио Маршалову канцеларију ван Беле куће. Током свог другог мандата, Маршал је држао говоре широм земље у циљу подизања морала током Првог светског рата, и постао је први потпредседник који је председавао седницама кабинета, док је Вилсон био у Европи.
Маршалов мандат потпредседника је остао највише упамћен по кризи вођства која је настала након што је Вилсон добио мождани удар у октобру 1919. Услед личне нетрпељивости, Вилсонови саветници и супруга су покушавали да прикрију од Маршала председниково здравствено стање како би га спречили да преузме председничку власт. Многи, укључујући званичнике кабинета и конгресне вође, су наговарали Маршала да преузме председничка овлашћења, али он је то одбио из страха да не постави преседан. Без јаког вођства у извршној грани, противници у администрацији су онемогућили ратификацију споразума о Лиги народа, и тиме ефективно Сједињене Државе вратили изолационистичкој спољној политици.

## Даља литература
- Marshall, Thomas R. (1925). Recollections. Bobbs-Merrill.